# Mauricio Duarte
Edison Mauricio Duarte Barajas, noto semplicemente come Mauricio Duarte (Cúcuta, 24 giugno 1992), è un calciatore colombiano, difensore del Cúcuta Deportivo.

## Caratteristiche tecniche
È un terzino sinistro.

## Carriera
Cresciuto nel settore giovanile del Cúcuta Deportivo, ha esordito in prima squadra il 27 novembre 2011 disputando l'incontro di Categoría Primera A pareggiato 1-1 contro l'Boyacá Chicó.

## Palmarès

### Club

#### Competizioni internazionali
- Coppa Sudamericana: 1

Defensa y Justicia: 2020
- Recopa Sudamericana: 1

Defensa y Justicia: 2021